# Distrito Sul de Deli

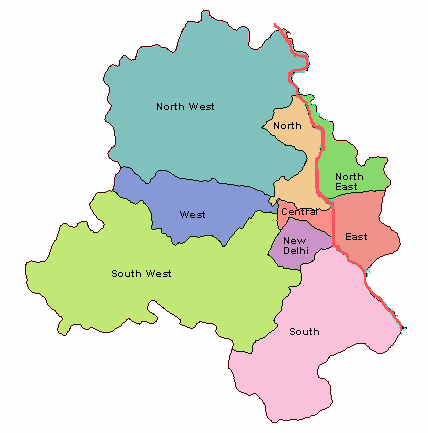
Mapa mostrando os nove distritos de Deli.

Distrito Sul de Deli é uma região administrativa do território da capital nacional da Índia, Deli.
É cercado pelo rio Yamuna no leste , e pelos distritos de Nova Deli no Norte, Deli do Leste ao noroeste através de Yamuna, Gautam Distrito de Buddha Nagar , ao sul pelo distrito de Haryana, ao sudoeste pelo distrito de Gurgaon e ao oeste pelo Distrito Oeste de Delhi.
No distrito sul de Deli há uma população de 2 733 752 (censo de 2011), em uma área de 250 km², com uma densidade populacional de 9,034 pessoas por km².
Administrativamente o distrito é subdivido em três regiões: Defence Colony, Hauz Khas, e Kalkaji.